# Pavonis Sulci
I Pavonis Sulci sono una struttura geologica della superficie di Marte.